# Timberland Pro
Timberland Pro è un singolo del rapper italiano J-Ax, pubblicato il 13 maggio 2019.

## Video musicale
Il videoclip è stato pubblicato lo stesso giorno dell'uscita del singolo sul canale YouTube del rapper.
I ragazzi ripresi durante il ritornello fanno parte del Vaffanclub, il fanclub ufficiale di J-Ax.

## Tracce
1. Timberland Pro – 3:52